# 松瀬貢規
松瀨 貢規（まつせ こうき、1943年8月6日 - ）は、日本の工学者である。明治大学理工学部教授。研究テーマはパワーエレクトロニクス、ACモータ、リニアモータ制御等。2022年、瑞宝中綬章受章。

## 略歴
- 1943年（昭和18年）：中華民国・青島に生まれる。
- 1971年（昭和46年）：明治大学大学院工学研究科 博士課程修了
- 1974年（昭和49年）：明治大学工学部助教授
- 1979年（昭和54年）：明治大学工学部教授
- 1989年（平成元年）：明治大学理工学部教授
- 2009年（平成21年）：電気学会会長（ - 2010年）